# NGC 3580
NGC 3580 (również PGC 34159) – galaktyka soczewkowata (S0), znajdująca się w gwiazdozbiorze Lwa. Odkrył ją w 1876 roku Wilhelm Tempel.